# Мякотино (Псковская область)
Мяко́тино — деревня в Великолукском районе Псковской области России. Входит в состав сельского поселения «Горицкая волость».
Расположена на северо-западе района, в 21 км к северо-западу от райцентра Великие Луки, к северу от деревни Гвоздово.

## Население
Численность населения по оценке на 2000 год составляла 34 жителя, на 2010 год — 57 жителей.